# Glypta lepida
Glypta lepida là một loài tò vò trong họ Ichneumonidae.